# Салто
Вижте пояснителната страница за други значения на Салто.
Салто е гимнастически елемент, при който за кратък период от време цялото тяло на изпълняващия го е над земята и краката се намират над равнището на главата. Това най-често се получава, когато тялото се завърти на 360° по хоризонтална ос, докато краката минават на главата. Салтото може да бъде изпълнявано напред, назад или настрани. То представлява основен елемент в спортната акробатика.
Салтата се използват и във фрийрън, паркур, стрийт трикс и други спортове.